# たぬ恋。
『たぬ恋。』（たぬこい）は、裏ロジによる日本の漫画作品。pixivコミック内『くろふねピクシブ』にて2021年7月1日より連載を開始し
、2022年5月まで連載された。

## あらすじ
山に囲まれた小さな町で暮らす、女子高生のゆずは、ある雨の日にたぬきに雨傘を差し出した。後日、ゆずが学校に通っていたところを、たぬきが借りた傘を返しに来る。たぬきとの再会以降、ゆずの前にはたびたび無口だけど優しい青年・茜が現れるようになる。

## 登場人物
浅藻 結希（あさも ゆずき）
主人公。田舎に住む少し天然な女子高校生。ある雨の日に、道端のたぬきに傘を差してあげた。
茜（あかね）
ゆずの前にたびたび現れるようになった無口な青年。その正体は、雨に日にゆずに傘を貸してもらったたぬき。山奥で、兄弟と暮らしている。
椿（つばき）
茜の兄。

## 書誌情報
- 裏ロジ 『たぬ恋。』 リブレ 〈クロフネCOMICS〉、全2巻
  1. 2021年10月20日発売 ISBN 978-4-7997-5377-4
    - おでかけ（描きおろし）
    - あとがき（描きおろし）

  2. 2022年5月20日発売 ISBN 978-4-7997-5721-5
    - 番外編（pixivコミック 『くろふねピクシブ』2022年2月配信）
    - 夏休み（描きおろし）
    - あとがき（描きおろし）